# エル・カミーノ・レアル
『エル・カミーノ・レアル』（El Camino Real - A Latin Fantasy）は、アルフレッド・リードが作曲した吹奏楽曲。

## 概要
ジョージア州ロビンズ空軍基地（Robins AFB）の第581空軍軍楽隊（現在の空軍予備役軍団軍楽隊）と指揮者のレイ・トウラー中佐の委嘱で1984年後半から1985年初めにかけて作曲され、1985年4月15日にフロリダ州サラソータで初演された。
日本では、1986年5月9日に第68回大阪府音楽団定期演奏会（大阪府大阪市, 森ノ宮ピロティホール）において日本初演された。
タイトルは「王の道」という意味のスペイン語で、副題に「ラテン幻想曲」とあるように、作曲者によるとスペインのフラメンコなどでギター奏者が好んで用いるコード進行に基づいている。
なお、合衆国国道101号、カリフォルニア州のエル・カミノ・レアル、カリフォルニア州の歴史#カリフォルニア・ミッション参照）をはじめ、この名で呼ばれる街道がいくつかあり、楽譜のプログラムノートには書かれていないが、リードはこれらの街道にインスピレーションを得て、諸国の国王の行列の情景を思い浮かべたと述べている。
演奏時間は約10分。楽譜はアメリカのE.B.マークスから出版されたが、日本では東亜音楽社からも出版されたことで、この曲は日本国内でも広く演奏されるようになった。

## 編成
| 木管   | 木管                      | 金管       | 金管       | 弦・打     | 弦・打                                                                            |
| ------ | ------------------------- | ---------- | ---------- | ---------- | --------------------------------------------------------------------------------- |
| Fl.    | 2, Picc. 1 (Fl.持ち替え)  | Crnt.      | 2, Tp. 3   | Cb.        | ●                                                                                 |
| Ob.    | 2, C.A.                   | Hr.        | 4          | Timp.      | ●                                                                                 |
| Fg.    | 2, Cfg. 1 (オプション)    | Tbn.       | 3          | 他         | S.D., B.D., Cym., Cast., Tamb., Tri., Bells, Xylo., Vib., Mari., Maracas., S.Cym. |
| Cl.    | 3, E♭, Alto, Bass, C-Bass | Bar.       | ●          | 他         | S.D., B.D., Cym., Cast., Tamb., Tri., Bells, Xylo., Vib., Mari., Maracas., S.Cym. |
| Sax.   | Alt. 2 Ten. 1 Bar. 1      | Tub.       | ●          | 他         | S.D., B.D., Cym., Cast., Tamb., Tri., Bells, Xylo., Vib., Mari., Maracas., S.Cym. |
| その他 | その他                    | Harp/Piano | Harp/Piano | Harp/Piano | Harp/Piano                                                                        |

## 構成
速い-遅い-速いの典型的な三部形式の演奏会用序曲のスタイルで構成されており、スペインの民族舞曲であるホタ（Jota）による早い部分とファンダンゴを素材にした遅い部分からなる。

## 編曲
- 管弦楽
作曲者監修の下、指揮者のロバート・ライカー（Robert Ryker）が管弦楽に編曲。 2005年7月20日に愛知万博エキスポホールにて、ライカーが音楽監督を務めるインド国立フィルハーモニック（National Philharmonic of India）により初演。
作編曲家の中原達彦による管弦楽編曲版は、2009年12月18日にザ・シンフォニーホールにおいて下野竜也指揮の大阪フィルハーモニー交響楽団によって演奏されている。
- マンドリンオーケストラ
遠藤秀安、小穴雄一による編曲がある。前者はARTE MANDOLINISTICA、後者は慶應義塾高校マンドリンクラブの委嘱である。
- エレクトーン
坂井知寿による、ストリングスサウンドを含むオーケストラ風の編曲がヤマハミュージックメディアから出版されている。